# Karim Haggui
Karim Haggui (arabe : كريم حقي), né le 20 janvier 1984 à Kasserine, est un joueur de football international tunisien qui évoluait au poste de défenseur central.

## Biographie

### Tunisie
Karim Haggui commence sa carrière dans les équipes juniors de l'Avenir sportif de Kasserine. C'est là, dans sa ville natale, qu'il fait ses premiers pas de footballeur et, surtout, qu'il se fait remarquer. En 1998, il rejoint le centre de formation de l'Étoile sportive du Sahel (ESS), club de la ville de Sousse : il est encadré par d'anciennes gloires tunisiennes, dont Lotfi Hsoumi. Il commence comme arrière droit porté vers l'offensive. Le 22 décembre 2002, à l'âge de 18 ans à peine, il fait ses débuts dans le championnat de Tunisie lors d'un match joué par l'ESS contre l'Olympique de Béja (victoire sur le score de 1-0).

### France
À seulement 21 ans, il s'envole pour l'Europe et intègre le Racing Club de Strasbourg. Tacleur doté d'un bon jeu de tête sur coups de pied arrêtés, il ne tarde pas à s'imposer sur le flanc droit de la défense alsacienne et dispute vingt rencontres de championnat, après avoir s'être remis d'une blessure au pied droit. Lors de sa seconde saison, il découvre la Coupe de l'UEFA dans la foulée d'une victoire en Coupe de la Ligue. Il est repositionné dans l'axe de la défense où il laisse s'exprimer toutes ses qualités mais Haggui ne peut empêcher son club d'être relégué en Ligue 2.

### Allemagne
Il décide alors de lancer une fois pour toutes sa carrière internationale en signant en Bundesliga, au sein du Bayer Leverkusen, pour 2,5 millions d'euros. Il y joue durant trois saisons, en se qualifiant pour la finale de la coupe d'Allemagne juste avant son départ. Il progresse encore, notamment en jouant vingt matchs en Coupe de l'UEFA (deux buts).
En juin 2009, malgré des propositions de clubs anglais et espagnols, Karim Haggui s'engage avec Hanovre 96,. Après une saison 2009-2010 durant laquelle son club lutte pour son maintien jusqu'à la dernière journée, il est pisté durant la trêve estival par le Paris Saint-Germain d'Antoine Kombouaré, son ancien entraîneur au Racing Club de Strasbourg, mais il refuse et désire rester à Hanovre.
L'exercice suivant est beaucoup plus intéressant : Haggui et ses coéquipiers réalisent en 2010-2011 le meilleur début de saison de l'histoire du club. Durant la trêve, ils sont quatrièmes de la Bundesliga avec 31 points et peuvent toujours rêver d'une place en Ligue des champions. Durant cette saison 2010-2011, Karim Haggui, qui arrive en fin de contrat, prolonge son bail avec Hanovre 96. Juste avant un match de Bundesliga contre le TSG Hoffenheim, le club officialise la prolongation de contrat d'une durée de trois ans, jusqu'en juin 2014. Finalement, Hanovre 96 termine ce championnat 2010-2011 à la quatrième place de la Bundesliga avec soixante points. Le défenseur tunisien affiche un bilan de 25 matches joués et un but marqué contre le FC Nuremberg.
19 ans après sa dernière apparition, Hanovre 96 fait donc son retour sur la scène européenne lors de la saison 2011-2012. Qualifié pour la Ligue Europa, le club allemand est opposé au Séville FC lors du tour préliminaire. Haggui et ses coéquipiers réalisent l'exploit d'éliminer les Espagnols (2-1, 1-1). En phase de groupe, il retrouve le Standard de Liège, le FC Copenhague et Vorskla Poltava et décroche son billet pour les seizièmes de finale de la Ligue Europa en terminant deuxième. Au tour suivant, Hanovre 96 affronte les Belges du FC Bruges.
En Bundesliga, la phase aller est sur la lancée de la saison précédente. Après 17 matches joués, les joueurs de Mirko Slomka sont septièmes avec 23 points. Haggui a disputé l'intégralité des 17 rencontres, inscrivant même un but lors de la victoire face au Borussia Dortmund (2-1) le 18 septembre 2011. Alors que son coéquipier Steve Cherundolo, le vétéran et capitaine emblématique de Hanovre 96 est relégué sur le banc de touche, Haggui reçoit à plusieurs reprises le brassard de capitaine de son équipe.
Le 2 septembre 2013, Haggui s'engage avec le VfB Stuttgart,.
Le 21 juin 2015, il rejoint le Fortuna Düsseldorf qui évolue alors en 2. Bundesliga.

### Suisse
Le 15 août 2016, il rejoint pour deux ans le FC Saint-Gall qui évolue en Super League.

## Équipe nationale
Appelé pour la première fois en sélection nationale par Roger Lemerre, le 20 août 2003 face à la Guinée, Karim Haggui s'impose rapidement parmi les « Aigles de Carthage » alors qu'il n'a que 19 ans.
En 2004, il remporte la Coupe d'Afrique des nations, disputée en Tunisie, en battant le Maroc en finale (2-1). Plus jeune Tunisien vainqueur de la Coupe d'Afrique des nations 2004, c'est lui qui qualifie son équipe pour la finale en inscrivant le tir au but décisif en quarts-de-finale face au Nigeria.
Quelques mois plus tard, il participe aux Jeux olympiques d'Athènes, la Tunisie se trouvant dans le groupe de l'Australie, de l'Argentine et de la Serbie-et-Monténégro. Elle y fait bonne figure mais termine à la troisième place de son groupe en obtenant le même nombre de point que l'Australie (quatre points chacun) et se voit éliminée à la différence de but ; Haggui participe à tous les matchs.
En 2005, la Tunisie participe à la Coupe des confédérations 2005 en Allemagne et retrouve l'Argentine et l'Australie ainsi que l'Allemagne, pays organisateur. La Tunisie termine à nouveau troisième de son groupe et Haggui joue également tous les matchs. Après avoir pris part à sept matchs et inscrit deux buts durant les qualifications, Haggui joue, aux côtés de Radhi Jaïdi, les matchs de la coupe du monde 2006 organisée en Allemagne, réduits au nombre de trois puisque la Tunisie est éliminée dès les phases de poule.
Il est désigné capitaine de la sélection en 2009. Alors que son pays natal vit une période agitée, Karim Haggui est l'un des premiers sportifs à s'exprimer publiquement sur ces évènements et à prendre position. Il est ensuite écarté par le sélectionneur, Sami Trabelsi parce que, d'après ce dernier, il n'est pas prêt à accepter son nouveau statut de remplaçant. Haggui fait toutefois son retour dans un match amical face à l'Algérie, le 12 novembre 2011 et récupère par la même occasion son brassard de capitaine.
Le 24 avril 2012, Karim Haggui annonce qu'il met un terme à sa carrière internationale, déclarant céder sa place afin de faciliter l'éclosion de la jeune génération. Il fait son retour lorsque Nabil Maâloul le rappelle pour les qualifications de la coupe du monde 2014.

## Après carrière
Le 2 octobre 2019, Karim Haggui est nommé directeur sportif au sein de l'Étoile du Sahel. Mais, deux semaines plus tard, il décide de démissionner de son poste.

## Vie privée
En plus de sa nationalité tunisienne, Karim Haggui obtient en {{date]avril 2013}} la nationalité allemande,.

## Palmarès

### Étoile sportive du Sahel
- Coupe d'Afrique des vainqueurs de coupe (1) : 2003

### RC Strasbourg
- Coupe de la Ligue française (1) : 2005

### Équipe nationale
- Coupe d'Afrique des nations (1) : 2004